# 近藤順茂
近藤 順茂（こんどう よりしげ、1949年6月18日 - 2010年9月5日）は、日本リテールファンド投資法人（現日本都市ファンド投資法人）執行役員。弘前大学 留学生センター 教授。東京工科大学教授。北海道出身。

## 略歴
室蘭清水ヶ丘高校卒業。立教大学法学部卒業。
三菱信託銀行に入社。三菱信託証券出向を経て、証券業務部長、東京営業第一部長。目白大学非常勤講師。国際医療福祉大学大学院医療福祉研究科非常勤講師。弘前大学 留学生センター 教授。東京工科大学教授。2010年61歳没。